# Oggi sposi... niente sesso
Oggi sposi... niente sesso (Just Married) è un film diretto da Shawn Levy e scritto da Sam Harper, i cui protagonisti sono interpretati da Ashton Kutcher e Brittany Murphy.

## Trama
Il poco noto radiocronista Tom Leezak e la rampolla di una ricca famiglia Sarah McNerney si innamorano e progettano il proprio matrimonio, nonostante la contrarietà della famiglia di Sarah e l'infiltrazione del suo ex-fidanzato, Peter Prentiss. Durante la loro luna di miele in Europa succede un disastro dopo l'altro.

## Colonna sonora
1. Mobile (Avril Lavigne)
2. What Is Love (Haddaway)
3. You Set Me free (Michelle Branch)
4. Save Me (Remy Zero)
5. The Anthem (Good Charlotte)
6. Beautiful (Sarah Sadler)
7. Do Your Thing (Basement Jaxx)
8. The Chase (Kane)
9. For My Own Good (The Damnwells)

## Critica e premi
- Kids' Choice Awards
  - 2004: Nominato - Miglior attore (Ashton Kutcher)
- Razzie Awards
  - 2003: Nominato - Peggior attore protagonista (Ashton Kutcher)
  - 2003: Nominato - Peggior attrice non protagonista (Brittany Murphy)
  - 2003: Nominato - Peggior coppia (Ashton Kutcher, Brittany Murphy e Tara Reid; Ashton Kutcher con qualsiasi altra attrice)
- Teen Choice Awards
  - 2003: Nominato - Miglior attore di commedia (Ashton Kutcher)
  - 2003: Nominato - Miglior attrice di commedia (Brittany Murphy)
  - 2003: Nominato - Miglior urlo (Ashton Kutcher)
  - 2003: Nominato - Miglior coppia (Ashton Kutcher e Brittany Murphy)
  - 2003: Nominato - Miglior cattivo (Christian Kane)